# Дьордь Кулін
Дьордь Кулін (угор. Kulin György, 28 січня 1905, м. Салонта, Румунія — 22 квітня 1989, Будапешт, Угорщина) — угорський астроном та письменник-фантаст, відомий відкриттями двадцяти одного астероїда та довгоперіодичної комети C/1942 C1 Уіппла-Бернасконі-Куліна.